# Dungeon Defenders
Dungeon Defenders (у пер. з англ. Захисники темниці або ж Захисники підземелля) — багатокористувацька відеогра, розроблена американською студією Trendy Entertainment. Гра поєднує у собі такі жанри як Tower Defense та Action RPG. Вперше випуск відеогри відбувся 15 грудня 2010 на iOS, а згодом й на Android — 23 грудня 2010, PlayStation Network — 18 жовтня 2011, Microsoft Windows та Xbox Live — 19 жовтня 2011, MacOS — 15 березня 2012, та Linux — 19 грудня 2012.